# Amalienstraße

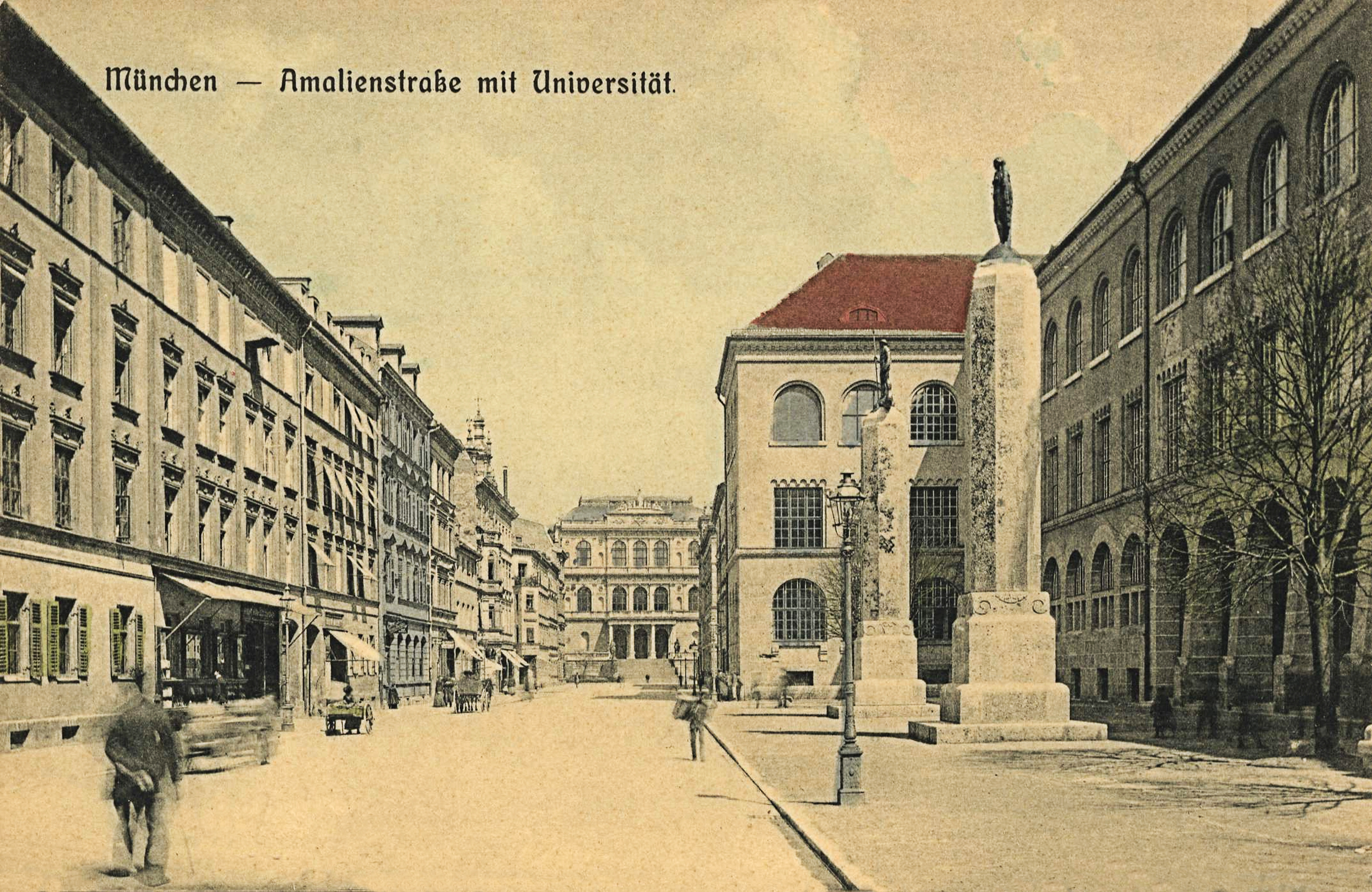
Amalienstraße derrière l'université, carte postale d'environ 1900

Amalienstraße est une voie de Munich en Allemagne.

## Situation et accès
Cette artère qui est l'une des plus anciennes rues du quartier du centre-ville de Maxvorstadt, est parallèle à la Ludwigstraße et à la Türkenstraße et est située dans le Kunstareal Munich. 

## Origine du nom
La rue porte le nom d'Amélie de Bavière (Amalie von Bayern).

## Historique
a l'origine elle s'appelait Freudenstraße avant de prendre sa dénomination actuelle depuis 1812. 

## Bâtiments remarquables et lieux de mémoire
Son paysage urbain est caractérisé par de nombreux bâtiments historiques classés de style néo-renaissance. « Aujourd'hui, les petits cafés, les restaurants et les étudiants de l'université adjacente Louis-et-Maximilien constituent l'animation vivante de la rue. L'Amalienstraße est également connue pour ses nombreuses librairies anciennes » . Au bout de celle-ci se trouve l'Académie des Beaux-Arts de Munich.
- Amalienstraße 16 : Heinrich Himmler, plus tard Reichsführer-SS, criminel de guerre et l'un des principaux acteurs de l'Holocauste, a grandi au numéro 16 et en même temps le dramaturge Frank Wedekind vivait dans le même bâtiment. A été détruit par une bombe en 1943[1].
- Amalienstraße 25 : Anciennement Café Stefanie, lieu de rencontre populaire des artistes, écrivains et révolutionnaires, lieu fondateur du cabaret Die Elf Scharfrichter . A été détruit par une bombe en 1943[1].
- Amalienstraße 36 : bâtiment néo Renaissance, ancienne école primaire, aujourd'hui institut de langues étrangères[1].
- Amalienstraße 44 : Ancien emplacement de l'émetteur secret de Walter Klingenbeck[1].
- Amalienstraße 71 : Façade 1900[1]
- Amalienstraße 87 : Dans les années 1960, le lieu de résidence de la communauté libertaire autour de Rainer Werner Fassbinder. Le passage Amalien a été construit ici dans les années 1970[1].

### Galerie de photos

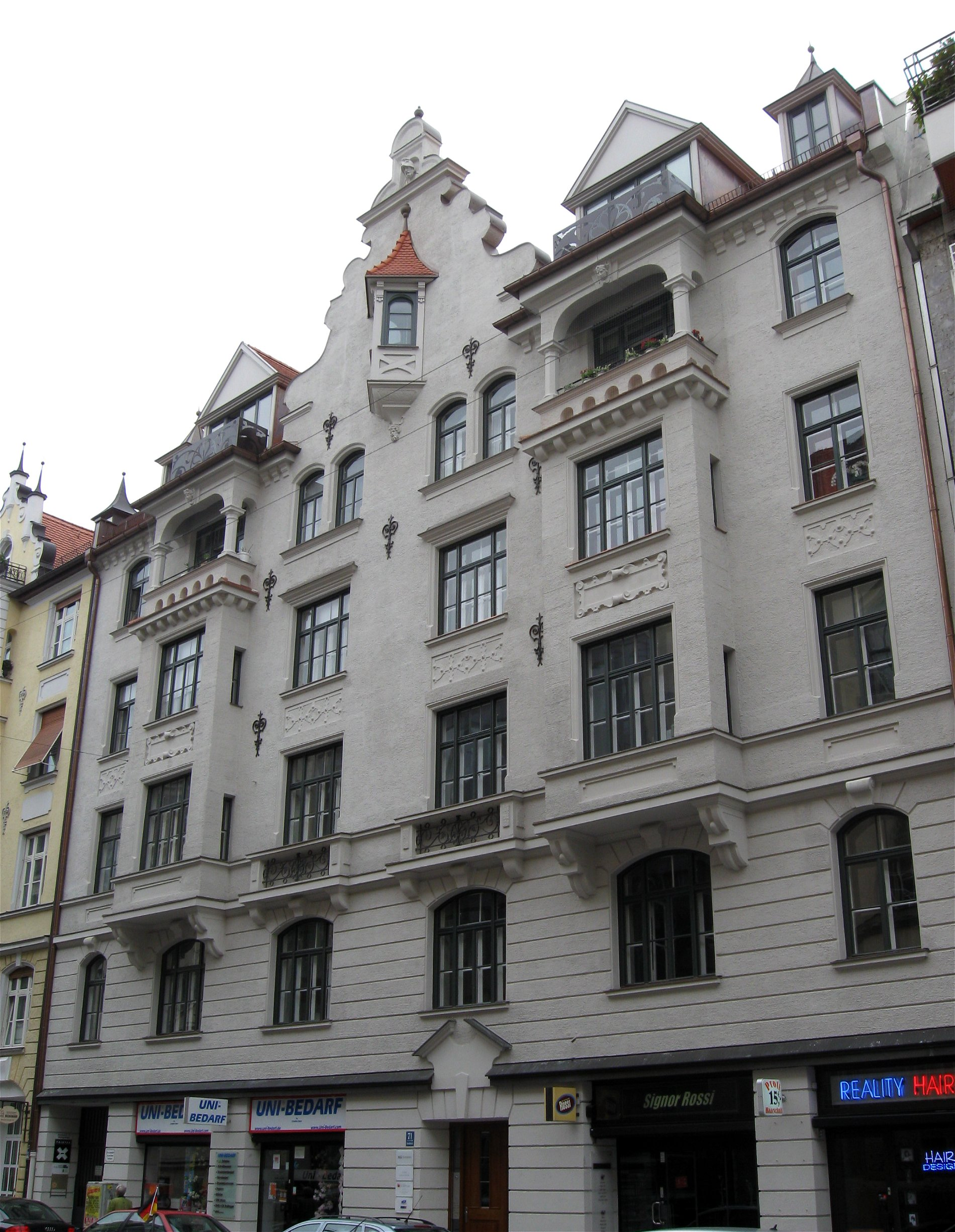
Amalienstraße 71, construit en 1900
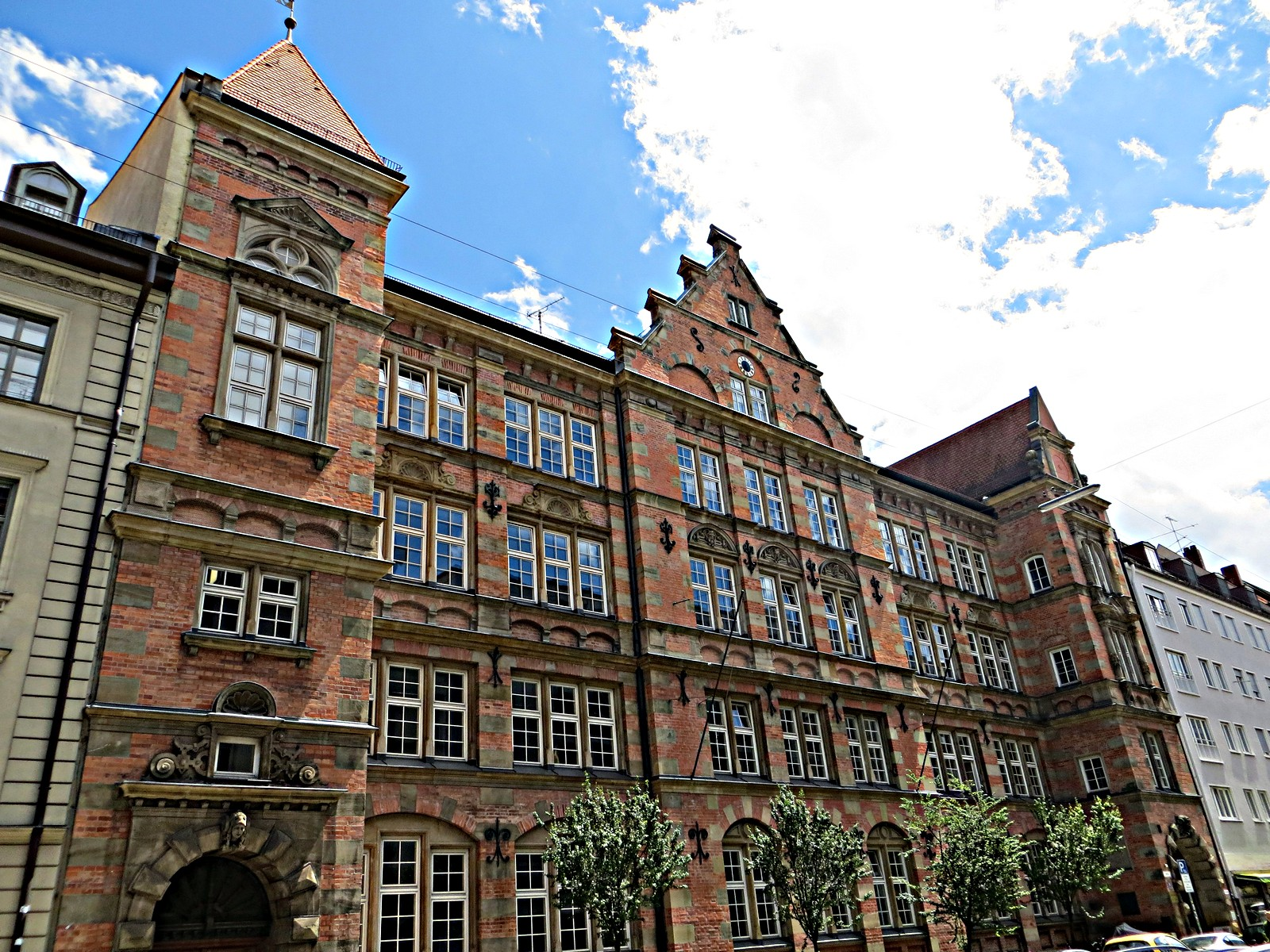
Institut des langues étrangères au numéro 36
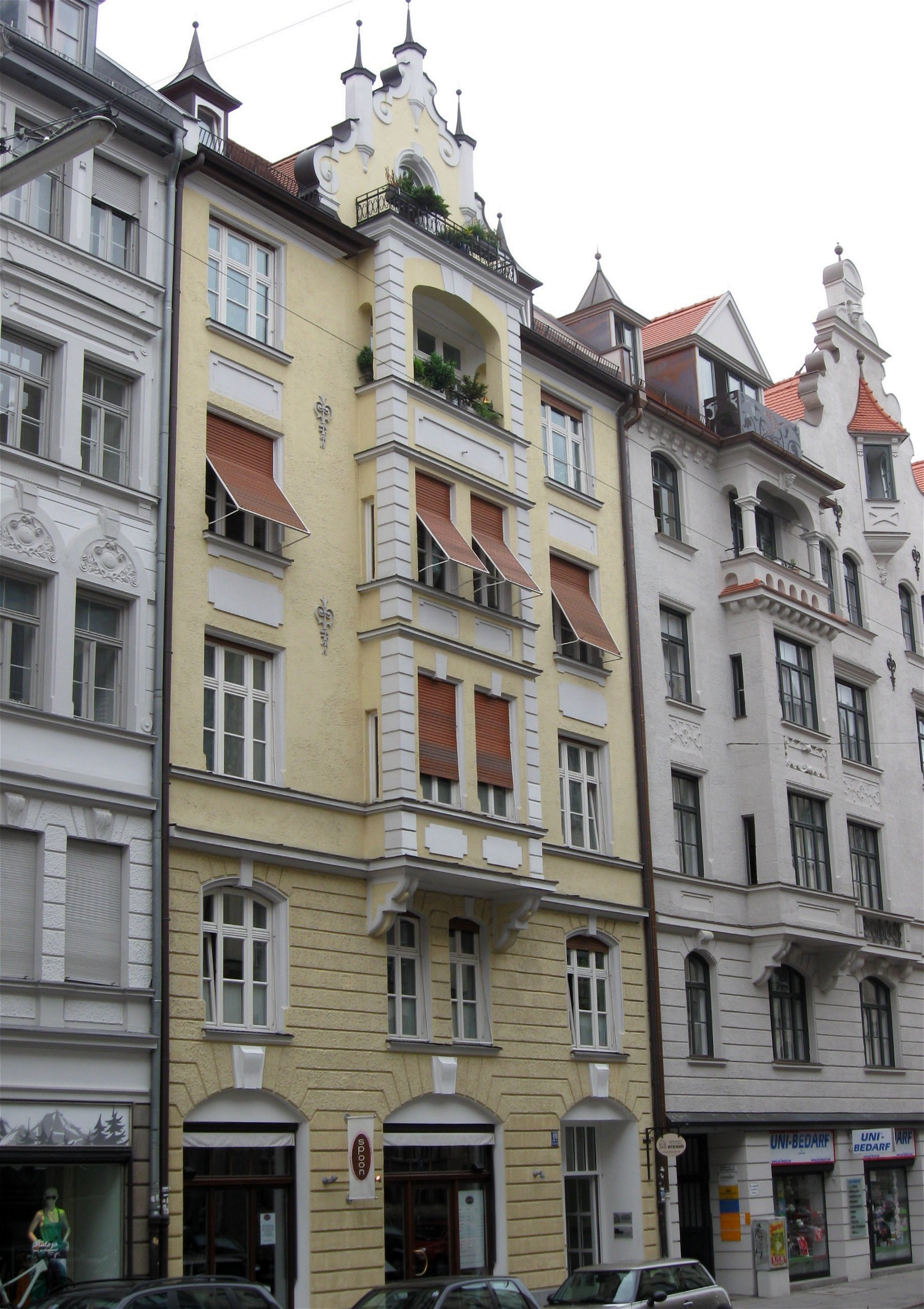
Amalienstraße 69
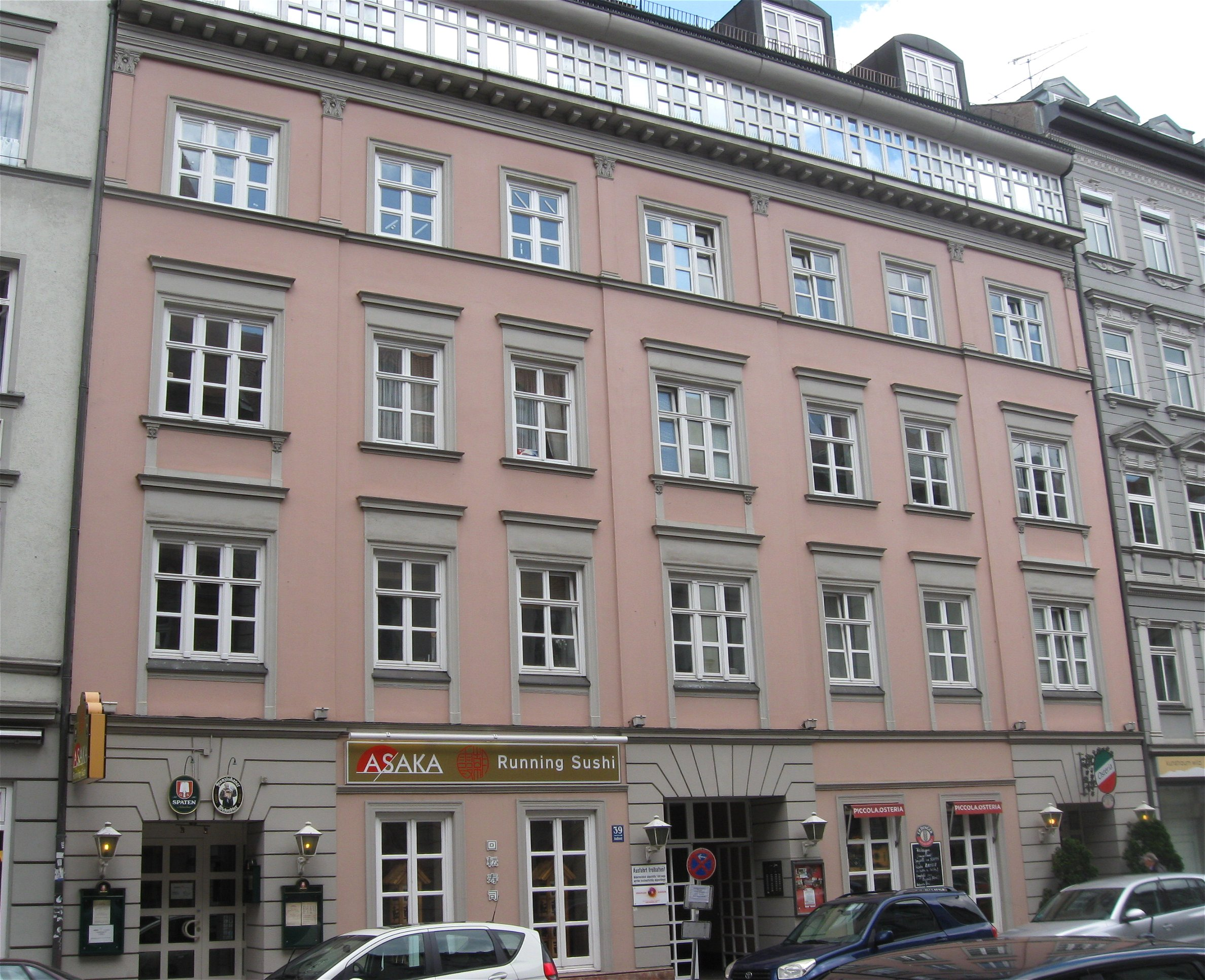
Amalienstraße 39, construite en 1873 par Michael Fatz dans le style classique tardif
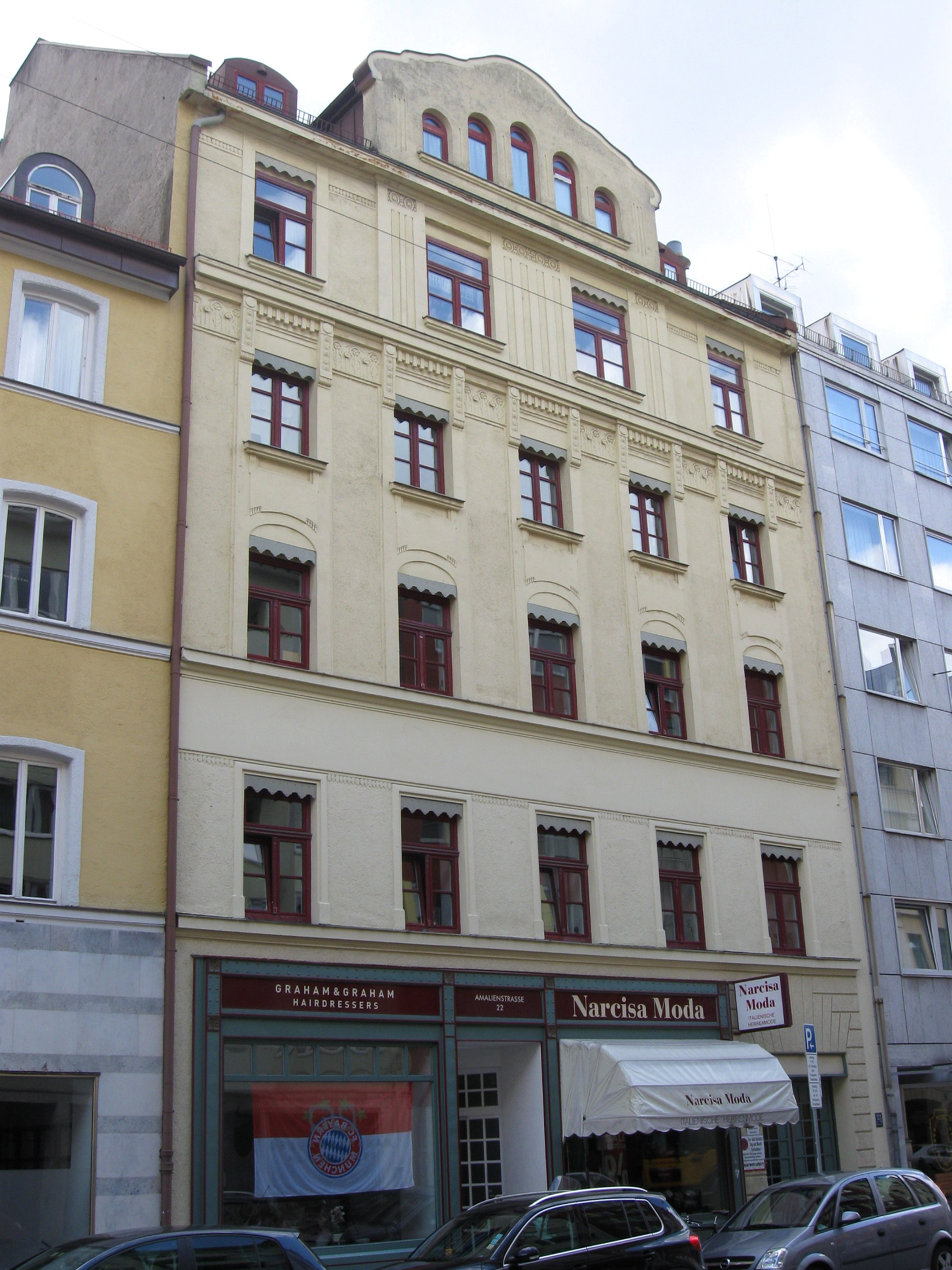
Amalienstraße 22, le plus ancien bâtiment de la rue (construit en 1844)
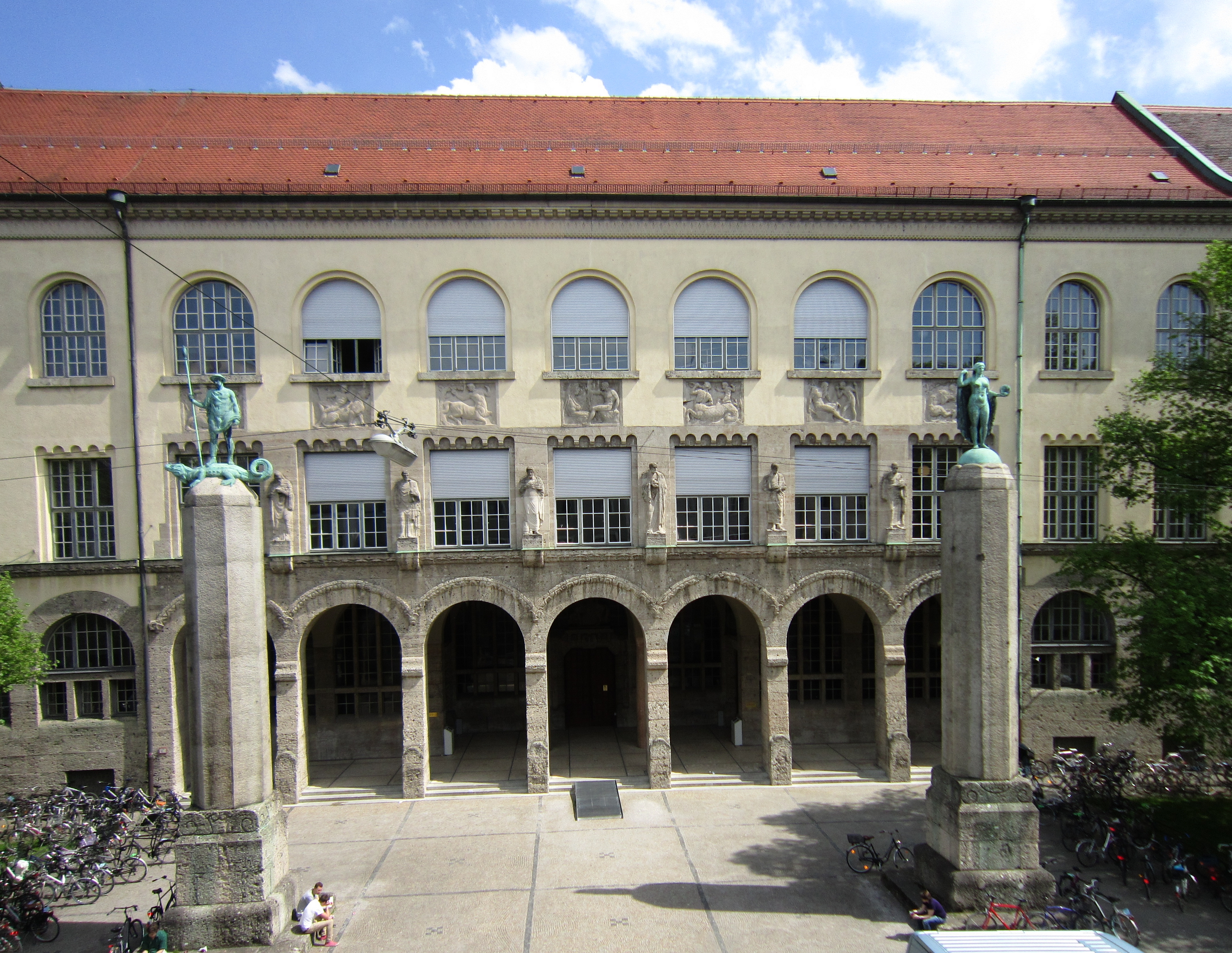
Bâtiment arrière de l'Université Louis-et-Maximilien
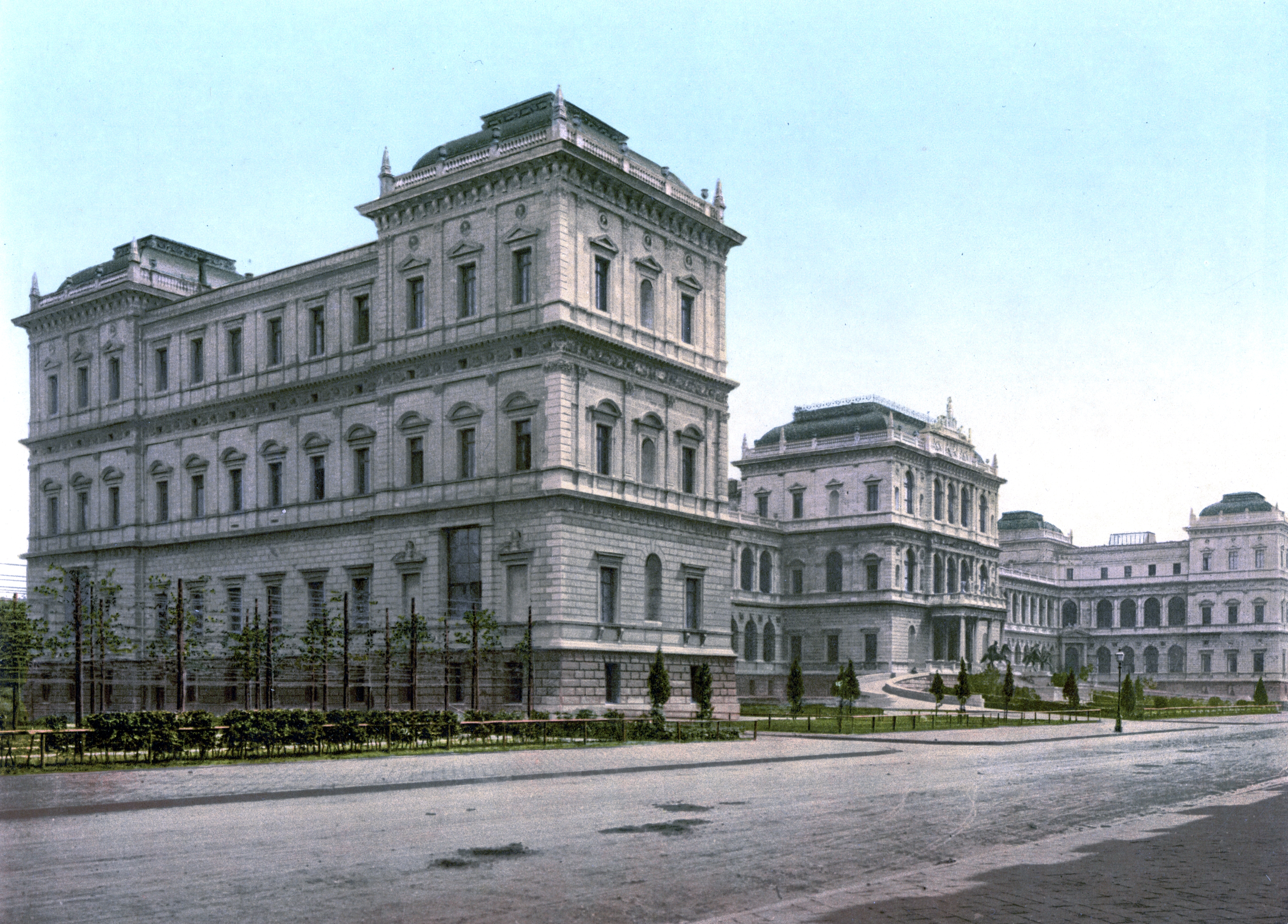
Académie des Beaux-Arts de Munich
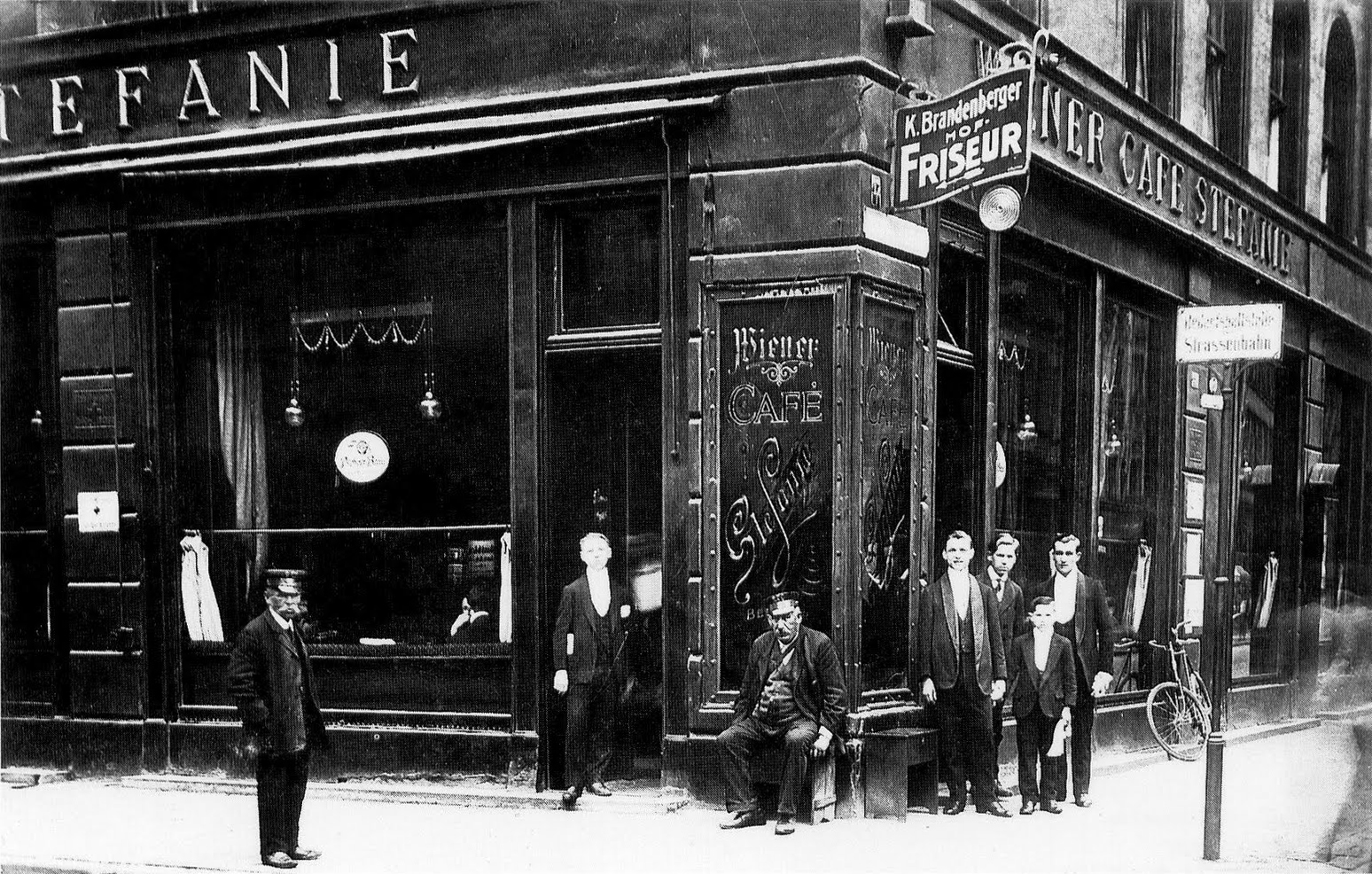
Café Stefanie à Amalienstraße 25 vers 1905
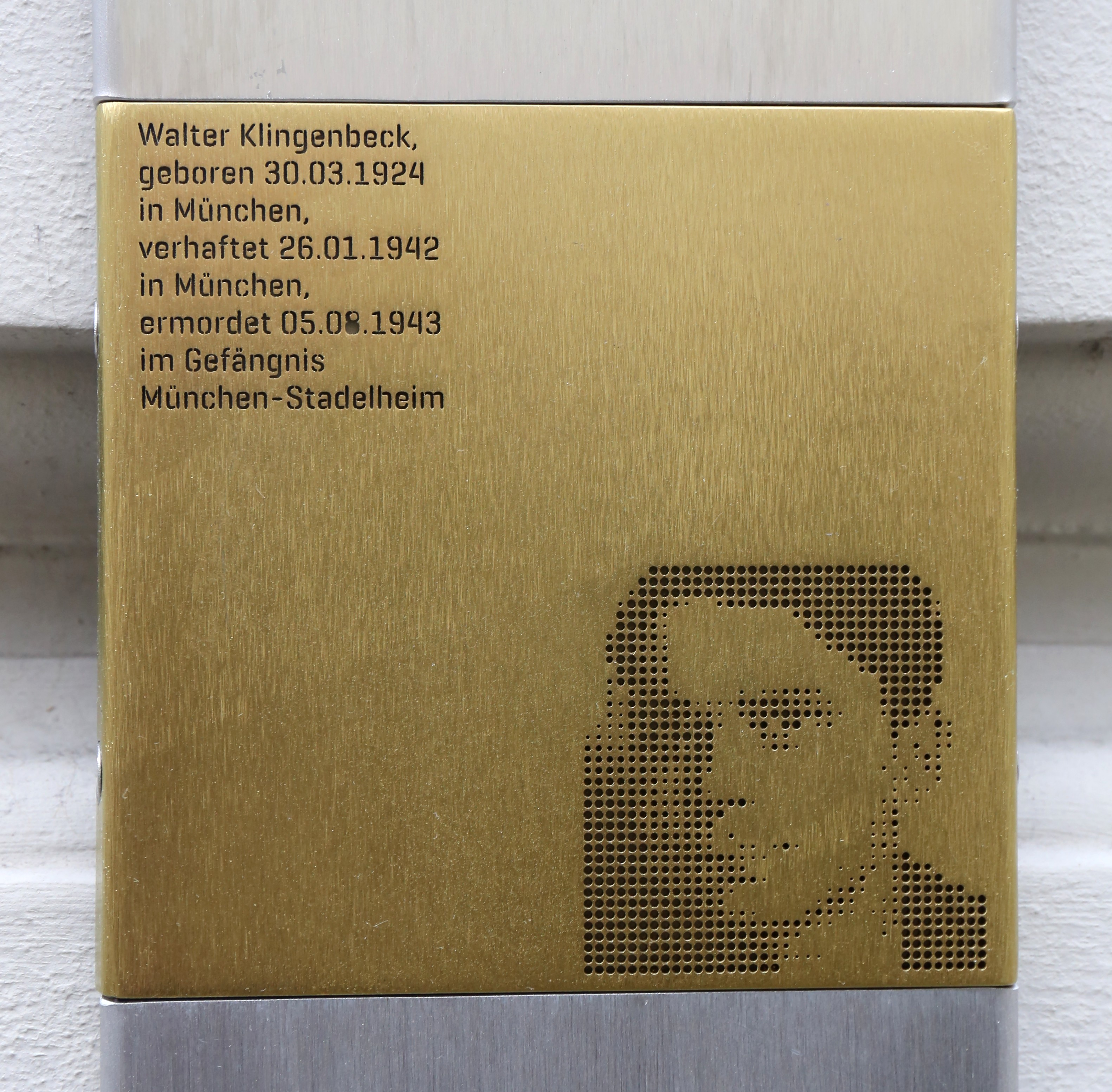
Plaque commémorative à Walter Klingenbeck à Amalienstraße 44